# Éla
Éla, Baása fia, apja halála után uralkodott Izraelen. Rövid uralkodása után gyilkosa, Zimri került trónra.

## Zimri lázadása
Éla egyik szolgája, Zimri, akinek a király lovasszekereinek a fele volt irányítása alatt, fellázadt uralkodója ellen, s el akarta foglalni a trónt.
Mikor Éla egyik alattvalójának a házában töltötte idejét, ahol egyik nap megrészegedett a bortól, Zimri kihasználta az alkalmat, s titokban elment királyához. Megverte és megölte, később pedig (valószínűleg magas pozíciója révén) megkoronáztatta magát. Amint megkaparintotta a hatalmat, nem tétlenkedett és Baása minden rokonát és leszármazottját meggyilkolta, a Biblia szerint ,,nem hagyott belőle még csak egy ebet sem".